# NBA 2K18
NBA 2K18 è un videogioco pubblicato da 2K Sports il 15 settembre 2017. Fa parte della serie NBA 2K.